# Andreasio Cavalcabò

Stemma dei Cavalcabò.

Andreasio Cavalcabò (1350 circa – 1419) è stato un politico italiano e marchese di Viadana.

## Biografia
Era figlio di Giberto Cavalcabò e di Riccadonna Sommi.
Fu podestà di Perugia e di Firenze nel 1376. Legatosi alla famiglia Visconti, venne nominato consigliere ducale da Gian Galeazzo. Morto il duca di Milano nel 1402, Andreasio subì nel 1406 la strage della sua famiglia da parte di Cabrino Fondulo, alleatosi con Ugolino Cavalcabò, per il possesso di Cremona.
Andreasio riuscì a riparare a Viadana, dove iniziò una dura tassazione dei suoi feudatari i quali, nel 1416, chiesero aiuto al marchese di Mantova Gianfrancesco I Gonzaga. Il 18 giugno, durante una processione religiosa, gli uomini del Gonzaga chiusero le porte del borgo, impedendo al Cavalcabò di rientrare per sempre nel suo castello. Spogliato di beni e titoli, morì nel 1419.

## Discendenza
Andreasio sposò nel 1396 Malgarita da Casate, dalla quale ebbe quattro figli:
- Agostino
- Giovanni Maria
- Nicolò
- Beatrice.